# Cotton Edmunds
Cotton Edmunds is een civil parish in het bestuurlijke gebied Cheshire West and Chester, in het Engelse graafschap Cheshire met 25 inwoners.